# نبرد موسی قلعه
نبرد موسی قلعه (به انگلیسی: Battle of Musa Qala) عملیاتی نظامی در ولایت هلمند در جنوب افغانستان بود که در ۷ دسامبر ۲۰۰۷ توسط ارتش ملی افغانستان و نیروهای بین‌المللی کمک به امنیت افغانستان (آیساف) علیه طالبان آغاز شد. پس از سه روز نبرد سنگین، طالبان در ۱۰ دسامبر به کوه‌ها عقب نشینی کردند. در ۱۲ دسامبر با پیشروی سربازان ارتش افغانستان به مرکز موسی قلعه، خبر تسخیر شهر رسماً اعلام شد.
رمز عملیات گودال لانهٔ مار (به پشتو: دغاړ ماره ګنده) بود. افسران ارشد آیساف، از جمله سرهنگ آمریکایی دان کی. مک‌نیل، فرمانده کل آیساف، در ۱۷ نوامبر ۲۰۰۷ با این حمله موافقت کردند. این عملیات پس از نه ماه اشغال شهر توسط طالبان انجام گرفت. در آن زمان موسی قلعه بزرگ‌ترین شهر تحت تصرف طالبان بود. پیشتر نیروهای آیساف شهر را تحت اشغال خود در آورده بودند تا اینکه در اواخر سال ۲۰۰۶ مجبور به یک عقب‌نشینی بحث‌برانگیز شدند.
عملیات گودال لانهٔ مار نخستین نبرد در درگیری افغانستان بود که واحدهای ارتش افغانستان مسئولیت جنگیدن علیه طالبان را بر عهده داشتند. بیانیه‌های وزارت دفاع بریتانیا بر این امر تأکید کردند که عملیات توسط افغان‌ها رهبری و هدایت شده بود. اگرچه در طول نبرد توانایی واحدهای افغانی برای رهبری نبرد بدون کنترل ناتو مورد تردید قرار گرفت. نبرد نظامی در موسی قلعه جزئی از درگیری‌های گسترده‌تر بین نیروهای ائتلاف و طالبان در ولایت هلمند بود. هم پیش و هم پس از نبرد، نبردهای مرتبطی در گسترهٔ منطقهٔ وسیع‌تری گزارش شده بود، بالاخص در منطقهٔ سنگین در جنوب موسی قلعه.

## پیش‌زمینه
موسی قلعه شهری با جمعیت حدود ۱۵،۰۰۰ تا ۲۰،۰۰۰ نفر است و ۲۵،۰۰۰ نفر دیگر نیز در اطراف آن زندگی می‌کنند. در ابتدا نیروهای آیساف در اواسط ژوئن سال ۲۰۰۶ و به عنوان قسمتی از راهبرد «خانه پلاتون» در شهر مستقر شدند. این طرح شامل حفاظت از منطقه هلمند شمالی توسط گروه‌های کوچک سربازان بریتانیایی آیساف نیز می‌شد که به درخواست محمد داوود فرماندار وقت ولایت هلمند انجام می گرفت. این اقدام با مقاومت سرسختانه و غیرمنتظره طالبان و افراد محلی منطقه مواجه شد که به جای استفاده از تاکتیک‌های نامتقارن از روش‌های سنتی برای عقب راندن نیروهای ائتلاف از موقعتیشان بهره می‌بردند. پادگان بریتانیایی که خود را منزوی، تحت محاصره و حملات پیاپی می‌دید The isolated British garrison found itself under siege and constant attack for long periods, and their replacements could only be brought in after a full battle group operation, codenamed Snakebite, broke through Taliban lines in early August.[18]